# Новоставцы (Ровненская область)
Новоставцы (укр. Новоставці) — село в Бугринской сельской общине Ровненского района Ровненской области Украины.
До 2020 года входило в Гощанский район.
Население по переписи 2001 года составляло 470 человек. Почтовый индекс — 35442. Телефонный код — 3650.